# 게일른 로스

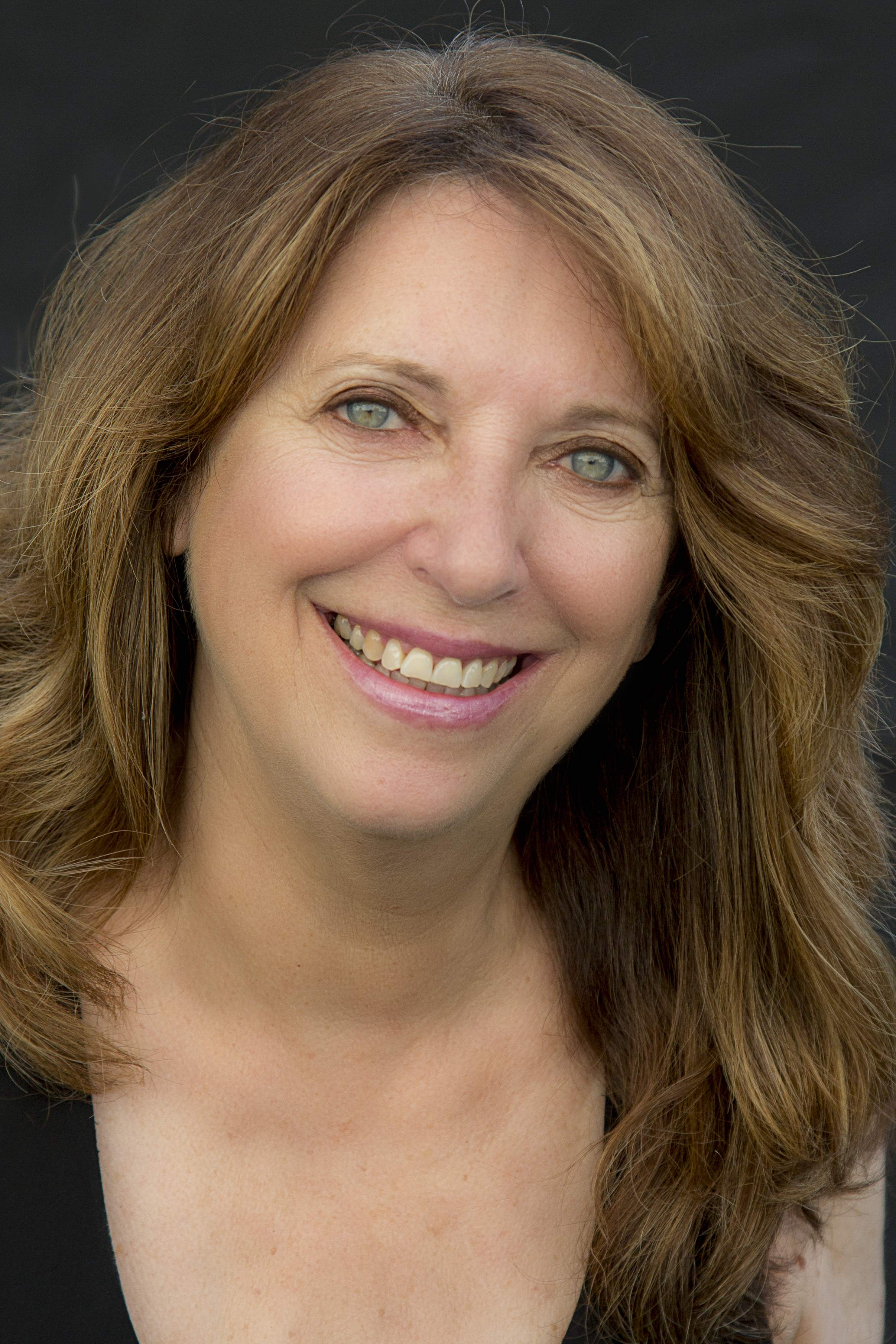

게일른 로스(Gaylen Ross, 1950년 8월 15일 ~ )는 미국의 배우, 영화 감독, 영화 프로듀서, 각본가, 영화배우이다.
인디애나폴리스에서 태어났다.